# Louis Cattiaux
Louis-Ghislain Cattiaux (Valenciennes, 17 d'agost de 1904 - París, 16 de juliol de 1953) fou un pintor i poeta que va abandonar quasi completament la pràctica artística per dedicar-se a escriure la seva obra mestra El missatge retrobat o el rellotge de la nit i del dia de Déu, un llibre veritablement original que retroba i renova la tradició ensenyada pels grans savis de tots els temps. El Missatge Retrobat conté un sentit: moral, filosòfic i ascètic, i també: cosmològic, místic i iniciàtic (hermètic).

## Biografia
Louis Cattiaux va néixer el 17 d'agost del 1904 a Valenciennes, França. Va créixer sense els seus pares, sent criat per la seva germana més gran. L'any 1914, els dos germans són evacuats a la regió de Paris i el petit Louis és internat en el pensionat Hanley. Durant el 1922 prepara l'examen per Les Arts et Metiers de Paris. El 1928 Cattiaux viatja a Dahomey, contractat per una empresa comercial, però després de pocs mesos torna a la metròpoli, on es consagrarà cada vegada més a la pintura. Comença a freqüentar els ambients literaris i artístics de l'avant-garde parisenca de l'època. El 1932 es casa amb Henriette Péré. La parella instal·la una galeria d'art anomenada «Gravitations», com homenatge al poeta Jules Supervielle, que estava situada als baixos del número 3 del carrer Casimir-Perier que, a més, es converteix en la seva llar.
El 1934 apareix l'anomenat manifest del Transhylisme, signat per una sèrie d'artistes entre els quals estava Cattiaux, i també els Louis de Gonzague Frick i el ja esmentat Jules Supervielle. A partir del 1936, Cattiaux orienta la seva recerca cada cop més cap a l'alquímia. I el 1938 escriu una part de l'anomenat Le Message Égaré (El Missatge Perdut) que més tard es convertirà en Le Message Retrouvé, (el missatge retrobat). El 1946, els dotze primers capítols d'El Missatge Retrobat apareixen publicats a París, per compte de l'autor. És llavors quan va començar a escriure el seu assaig Física i Metafísica de la pintura.
L'any 1947 comença una correspondència amb Jean Rousselot i amb René Guénon. Gràcies a una crítica que aquest últim va fer sobre El Missatge Retrobat, i que es va publicar l'any 1948 a la revista Les Études traditionnelles, Louis Cattiaux coneix a Emmanuel d'Hooghvorst, autor d'El Hilo de Penélope. Aquest fet assenyalarà l'inici d'una intensa relació entre ambdós i també amb el germà petit d'Emmanuel, Charles d'Hooghvorst, a qui coneixerà el mes de maig de 1949. L'any 1951 apareix un primer article escrit per Emmanuel d'Hooghvorst sobre El Missatge Retrobat, publicat a la revista suïssa Les Cahiers trimestriels Inconnues. El 16 de juliol de 1953, Louis Cattiaux deixa aquest món a causa d'una malaltia fulminant, i, un any després, els seus Poèmes Alchimiques, Tristes, Zen, d'Avant, de la Résonance, de la Connaissance són publicats per l'editorial Le Cercle du Livre. També el 1954, es publiquen extractes del seu assaig sobre la pintura Física i Metafísica de pintura a la revista suïssa Les Cahiers trimestriels Inconnues (n º 9), i un article d'Emmanuel d'Hooghvorst titulat El Missatge profètic de Louis Cattiaux.

## Física i Metafísica de la pintura
El 1946, Louis Cattiaux va començar a escriure aquest assaig sobre la pintura. El títol escollit (Física...) expressa clarament l'essència d'aquesta obra, ón es trobaran tant capítols dedicats als procediments de la pintura (els 8 primers capítols) com d'altres (la resta dels 24 capítols) que tracten de la vocació de l'artista (...i Metafísica de la pintura). A més, cada tema es desenvolupa d'acord amb aquesta doble perspectiva, perquè segons ell, l'art és com la unió de la paciència amb la fantasia, de la imprudència amb el gust, de la improvisació amb l'ordre, de l'invisible amb la quotidianitat, de l'esperit amb el pes del color. La confluència, poc habitual, entre la tècnica dominada a la perfecció i la inspiració més elevada és el que fa el veritable artista.

## El missatge retrobat o el rellotge de la nit i del dia de Déu
L'any 1946, Louis Cattiaux va autoeditar-se els primers 12 capítols amb un prefaci de Lanza del Vasto. Després va continuar escrivint nous capítols (als que anomenava llibres) fins a la seva mort, el 1953. L'any 1956 va aparèixer la publicació complerta publicada per l'editorial Denoël, amb una presentació al lector d'Emmanuel i Charles d'Hooghvorst.
El llibre està escrit en forma d'aforismes o sentencies, disposats en dues columnes i, en algunes ocasions, n'apareix un de central. El llibre consta de 40 capítols que van ser escrits durant més de quinze anys i que recullen l'experiència espiritual de l'autor. Cada un d'aquests capítols o llibres, va precedit de dos epígrafs i acaba amb dos hipògrafs o cites finals, extretes de les Escriptures santes de totes les nacions. És l'obra cabdal de Cattiaux. El seu llenguatge és singular, ja que Cattiaux no desenvolupa cap tema sistemàticament, sinó que sentència. A causa de la seva particularitat, El Missatge Retrobat és difícil d'ubicar en determinades corrents filosòfics o espirituals, si bé el seu autor se sentia especialment pròxim a la tradició hermètica occidental.
Seguidament presentem una selecció de versicles ordenats per temes, a partir d'una proposta de Charles d'Hooghvorst:
| « | Les santes Escriptures.- “Les santes Escriptures són complertes des del seu començament, i cada nou Llibre revelat no fa sinó confirmar-les sense afegir ni suprimir res al misteri de l'esperit encarnat, que constitueix el seu fonament sagrat. (XX, 2) “Cap paraula d'una Escriptura santa no contradiu, de fet, la paraula d'una altra Escriptura santa. Per això, Déu apareix múltiple en persones, però tot i així és únic en acte i en repòs, com essent l'ésser per excel·lència, és a dir, el Primer i el Darrer en tot. / Ens cal, doncs, conèixer totes les Escriptures santes i estudiar-les fins que hàgim descobert la identitat primera i darrera de la paraula inspirada. Pensar en Déu i meditar sobre la seva creació és pregar i lloar Déu. (XV, 50-50') La ciència de Déu.- “Ni els creients ni els ateus no sospiten la ciència de Déu, oculta darrere els símbols, els escrits i les figures de les religions revelades. Aquells que hi creuen intenten d'apropiar-se-la per l'astúcia i la violència. Alguns la demanen a Déu en el seu cor i a penes un o dos l'obtenen en el segle” (XXIV, 33) “La nostra banal raó ens amaga l'evidència de la ciència divina”. (V, 50) “La veritable possessió és la ciència de Déu experimentada en el secret del cor. La possessió il·lusòria és la ciència dels homes practicada en el món. / L'ignorant parla de suprimir el mal, el Savi s'acontenta de separar-lo i de rebutjar-lo per tal de glorificar el bé sense través”. (VIII, 18-18') “Estudiem els triples misteris antics. Venerem les doctrines i les faules sagrades. Busquem el bé que subsisteix en el mal. Meditem les obres dels profetes i dels sants filòsofs. Comprenguem que no hi ha sinó un sol Déu, una sola ciència i una sola creació pertot arreu i sempre. / Tota humitat serà expulsada de la terra i el foc consumirà la brutícia immunda fins que aparegui la sal virginal, a la qual serà tornada l'aigua celestial per formar el nou món de Déu. Qui ens farà sentir aquesta paraula del començament i de la fi dels temps? Qui ens mostrarà el germen denudat de la creació perfecta del Senyor?” (II, 83-83') La fe.- “La nostra fe no s'aguanta en una idea abstracta, ni en un ideal inassolible, ni en el gran nombre de fidels, ni en les obres humanes, ni en els béns d'aquest món, ni en els honors religiosos o profans, ni en les ciències dels homes, ni en els poders dels ascetes. / La nostra fe s'aguanta en la certesa de la natura divina encarnada en la carn del món. La nostra fe es nodreix de l'esperança de retrobar aquesta natura divina enterrada en el pecat de mort. La nostra fe s'anima per l'efusió de l'Esperit Sant que fecunda la natura divina i ens torna a fer així infants de Déu, a imatge de Déu mateix.” (XXXVIII, 19-19') “Aquí baix, hi ha tres solucions possibles per als homes: comptar únicament amb un mateix, com fan els ignorants extraviats en la nit del món. Comptar amb un mateix i amb Déu, com fan els creients que han sentit parlar de la llum del començament. Comptar només amb Déu, com fan els Savis i els sants que coneixen o s'acosten a l'origen i a la fi de totes les coses.” (XII, 72' a 77') El quest.- “La paraula de Déu humilia primer la nostra raó, després comunica secretament la seva llum a l'ànima abans d'il·luminar l'esperit, si estem atents i som perseverants en el nostre quest sant.” (XVIII, 67') “Alguns prossegueixen en secret el quest de Déu més enllà dels símbols i de les figures, ja que tenen set de la realitat que es veu, que es toca i que es menja. Qui podria reprendre'ls i qui gosaria excloure'ls de l'Església universal del Senyor sapientíssim?” (XXI, 55) La pregària.- “La pregària viscuda un minut val més que la lliçó morta rumiada durant tota una vida.” (V, 26) “La pregària és com una conversa secreta entre el Déu creat i el Déu increat, és a dir, com el lligam d'amor que uneix el finit a l'infinit i que permet a la totalitat de conèixer-se en Un.” (IX, 52) “Hi ha una pregària important i urgent que hem de repetir tots els dies de la nostra vida exiliada: Deslliura'ns, Pare totpoderós, de la brutícia immunda que ens submergeix per tots costats, a fi que resplendim novament en la teva puresa, i fecunda'ns amb el teu sant amor, a fi que siguem fixats en tu per l'eternitat. AMÉN” (XX, 73) La mort.- “L'extrema humiliació de la mort és l'entrada obligatòria a l'esplendor de la vida celestial, ja que la separació terrenal és el començament del cel manifestat.” (II, 76') “Hem portat l'atenció sobre la mort que reté el món a les seves urpes cegues, però també hem assenyalat la vida que es renova constantment a través d'ella. / Hem fet recordar el pany terrenal i la clau celestial que obren la porta de l'estança de la vida benaurada, on els infants de Déu s'alegren per l'eternitat amb la joia de l'única Esplendor. / Així, hem perdut deliberadament la nostra vida en aquest món mesclat a fi de salvar-la en el regne de Déu.” (XXXVII 26-26'-26) La benedicció i l'amor.- “La paraula essencial i substancial transmesa pel mestre és el que ens fa hereus de l'Altíssim, a condició que la rebem santament amb gratitud i no pas profanament amb malícia.” (XXIV, 13) “No ens salvarem ni pel treball de les nostres mans, ni pel treball de la nostra voluntat, ni pel de la nostra intel·ligència / La benedicció de Déu i l'operació del seu sant amor dins dels nostres cors purificats acompliran l'obra de deslliurança i de resurrecció.” (XXXVI, 78-78') “El centre de l'Univers reposa en el cor de l'home, però, per a deslliurar-lo, cal primerament que l'esperit lliure vingui en auxili de l'esperit presoner de les tenebres.” (IV, 36') “La benedicció de Déu és el que envia l'aigua de vida, i el seu amor és el que encarna el foc sant.” (IV 37') “No hi ha repòs sense coneixença. No hi ha coneixença sense amor. No hi ha amor sense la gràcia. No hi ha gràcia sense abandó.” (XII, 32) “L'amor penetra, l'amor anima, l'amor exalta, l'amor multiplica, l'amor unifica en l'esplendor. / Per la puresa de la gràcia és com imantem l'amor diví i encarnem Déu en nosaltres.” (XVIII, 66-66') El sant i el Savi.- “La vida del Savi surt de la mort del sant, com la vida de la papallona surt de la mort de l'eruga, que esdevé crisàlide i, després, miracle de resurrecció. / Les nostres vides tornaran a sortir del caos de la dissolució tenebrosa on es renova el diví misteri de la creació de Déu. Que aquells que saben reflexionar interroguin aquest mirall obscur!” (XXV, 27-27') “Hi ha dues vies de retorn a Déu: ja sigui la dissolució en la vida universal i lliure, ja sigui la coagulació en ella. / La primera via és ensenyada per molts i realitzada per alguns. La segona via és ensenyada per alguns i realitzada per ben pocs. / Aquell que les separa és ignorant. Aquell que les uneix és Savi.” (XXVI, 13-13'-13) La realització espiritual i la realització corporal.- “Alguns aconsegueixen aquí baix la il·luminació espiritual del Senyor de vida, i els anomenem benaventurats. / On són, però, aquells que arriben a la coneixença corporal de l'única Esplendor? I com els anomenarem? / Els més intel·ligents els més avançats en l'estudi i en la coneixença dels misteris de Déu només penetren la realització espiritual. / És el retorn a l'estat lliure, movedís i incondicionat en Déu. Aquest són els deslliurats de Déu. / Alguns d'aquests obtenen la coneixença de la ciència divina, i ultrapassen la realització espiritual per penetrar la realització substancial. / És l'accés a l'estat lliure, fix i manifestat en Déu. Aquests són els ressuscitats de Déu.” (XXXII, 42 a 44') “Els més instruïts entre els estudiants de les santes i Sàvies Escriptures interpreten els misteris divins com els símbols de la renovació espiritual de l'home extraviat en aquest món. / Quants entre ells comprenen que aquests sants Misteris descriuen també la regeneració corporal de l'home crucificat aquí baix?” (XXXVI, 13-13') La llum.- “La llum del sol, de la lluna i de les estrelles fecunda perpètuament l'aigua del cel que porta la llavor fins a les profunditats de la terra, d'on sorgeix la vida dels éssers i de les coses.” (IV, 19') “Què hi ha més lleuger que la llum del sol? Amb tot, és ella qui dona el pes a totes les coses del món.” (X, 3') La natura.- “La natura està profundament sepultada en la terra i altament situada en el cel; existeix, però, un lloc particular on és més oculta i més evident que enlloc més. / Aquí hi ha una gran perdició per als astuts, però també una gran recompensa per als cors senzills i despresos.” (VIII, 47'-48') “La nostra vida està eternament gràvida de Déu. Qui el farà aparèixer abans del terme de la mort i de la resurrecció del gran món? La natura deslliurarà la natura i l'infant misteriós naixerà de l'única Mare.” (IV, 96') “El més gran entre els homes és aquell que pot concordar l'ensenyament de la natura amb el dels llibres sants per tal de fer-ne només una sola cosa.” (III, 101) El Nom de Déu.- “El sant Nom de Déu és una realitat viva i palpable que ho pot tot. És un misteri que ben pocs han conegut o coneixeran.” (XVIII, 65') “El Pare-Déu és el NOM de Déu inexpressat en el secret de l'Aigua-Déu. Déu és ocult en el seu NOM. / L'Aigua-Déu és el NOM de Déu que baixa i puja en si mateix. I el seu NOM és la vida. / L'Esperit-Déu és el NOM de Déu que es mou en tots sentits sobre l'Aigua-Déu. I el seu NOM és vivent. / El Cos-Déu és el NOM de Déu que es manifesta i es fixa en l'Aigua-Déu. I el seu NOM es nodreix de la vida. Així, Déu és aquell que ÉS, pel que ÉS, en el que ÉS, per al que ÉS.” (XXX, 22 a 25”) La coneixença.- “La coneixença especulativa és al saber que posseeix com una cama de fusta comparada amb un membre sa.” (VIII, 35') “Tota coneixença que no és experimentada és nul·la perquè no té efecte.” (IX, 10) “Ben pocs homes han estat afavorits aquí baix per la coneixença possessiva, ja que ben pocs sants entre els millors són capaços d'adquirir la puixança divina sense dany per a ells mateixos i per als altres. / Ser posseït per Déu és ser sant. Posseir Déu és ser Savi. Però penetrar Déu és ser insensat i és esdevenir com Déu, que és el sentit primer i darrer.” (XI, 69-69') La salvació.- “Aquells que ens prediquen el cel i s'enterren en les petiteses d'aquest món són hipòcrites que sembren l'odi de Déu en el cor dels humans exiliats, en lloc de fer-hi florir el seu amor sant i perfecte. / La salvació de Déu no és, com alguns l'ensenyen, una eventualitat llunyana i vaga. És una realitat immediata i palpable per a aquell que l'aconsegueix aquí baix. Heus aquí el que tots hem de saber. / No ens hem d'avergonyir mai d'abandonar una opinió limitada i vaga per adoptar una idea més precisa i més àmplia de la salvació de Déu, perquè així ens obrirem i germinarem en Déu en lloc d'estancar-nos i de descompondre'ns en el món.” (XXXIV, 78-78'-78) La pedra.- “La fe, la simplicitat i la sobrietat ens conservaran en vida amb més seguretat que la ciència, el progrés i l'abundància del món profà, que va cap a la mort sense saber-ho. «¿Rebrem el do de Déu amb intel·ligència?» / Us donem la pedra de coronament que acaba l'edifici sant, i la seva llum il·luminarà les nacions, ja que la pedra de fundació és com la pedra de cim, i la pedra de cim és com la pedra de fundació en la unitat de l'Un. / Els savis i els intel·ligents neguen l'evidència del miracle de Déu, i els creients orgullosos el claven en el temps, sense veure que es renova constantment davant dels seus ulls de cecs. / ¿No digué el mestre:«Aquell que caurà sobre la pedra de fonament serà esmicolat, i aquell damunt de qui la pedra de cim caurà serà aixafat»? ¿És que ja no el sentim? / Molts han estat esmicolats a causa de la impuresa dels seus cors, que els ha impedit de reconèixer la pedra de fundació plantada a terra. / Molts seran aixafats per la pedra del cim a causa de la impuresa dels seus ulls, que els impedirà de veure-la caure del cel. / La pedra de fonament és una pedra cúbica i la pedra de cim és una pedra piramidal. ¿Ho sabíeu? No hem afegit res i no hem suprimit res. ¿Ho veieu?” (XXVI, 47 a 50') Déu.- “Déu és com un foc fix i sec, ocult dins d'un foc movedís i humit. Aquell que el descobreix posseeix el domini de la vida.” (IV, 48) “Déu és com l'aigua que reuneix els universos i com el foc que els madura.” (X, 59') “Déu és com un tresor colgat sota la terra que trepitgem i com un secret ocult en la pluja que cau sobre els nostres caps.” (V, 21') “Déu no és una abstracció delirant de l'esperit humà... És una realitat vivent que es veu, que s'olora, que es palpa, que es tasta i que dona la vida imperible... / Algú digué: «Mai ningú no ha vist Déu», però nosaltres diem: «Tots veuen Déu cada dia, però ningú no el reconeix.» Oh, estupor de l'evidència esclatant que ningú no veu!... / Solament el que Déu és i solament el que Déu fa és veritable. / Déu no és una hipòtesi, és una nuvolada incandescent, és una pedra translúcida, és una realitat vivent per sempre. / Cap imatge no ens podria donar una idea de la bellesa vivent de l'única Esplendor celestial.” (XXVI, 24-27') | » |